# درک مایر
درک مایر (انگلیسی: Derek Mayer؛ زادهٔ ۲۱ مهٔ ۱۹۶۷) بازیکن هاکی روی یخ اهل کانادا است.